# لورنس ستيرن
كان لورنس ستيرن (24 نوفمبر 1713 - 18 مارس 1768) روائيًا أيرلنديًا ورجل دين أنجليكاني. كتب روايات حياة ورؤى تريسترام شاندي، رجل نبيل ورحلة وجدانية عبر فرنسا وايطاليا ، ونشر أيضا العديد من الخطب، وكتب مذكرات، وشارك في السياسة المحلية. توفي ستيرن في لندن بعد سنوات من مقاومة مرض السل.

## النشأة والتعليم
ولد ستيرن في كلونميل، مقاطعة تيبيراري. كان والده، روجر ستيرن، هو الراية في فوج بريطاني عاد مؤخرا من دونكيرك، الذي تم حله في يوم ولادة ستيرني. في غضون ستة أشهر، عادت العائلة إلى يوركشاير، وفي يوليو 1715 عادوا إلى أيرلندا، بعد أن «خضعوا للحقائب والأمتعة في دبلن»، في كلمات شتيرن.
تم قضاء العقد الأول من حياة ستيرن على الانتقال من مكان لآخر حيث تم تعيين والده في جميع أنحاء أيرلندا. خلال هذه الفترة لم يكن ستيرن يعيش في مكان واحد منذ أكثر من عام. بالإضافة إلى كلونميل ودبلن، عاشت عائلته أيضا، من بين أماكن أخرى، مدينة ويكلو، آناموي (مقاطعة ويكلو) ، دروغيدا (مقاطعة لاوث) ، كاسلبولارد (مقاطعة وستميث) ، وكاريكفرجس (مقاطعة أنتريم). في عام 1724، أخذ والده ستيرن إلى شقيق روجر الثري، ريتشارد، حتى يتمكن ستيرن من حضور مدرسة Hipperholme Grammar قرب هاليفاكس. لم ير ستيرن والده مرة أخرى كما أمر روجر إلى جامايكا حيث توفي بسبب حمى في 1731. وقد قُبل ستيرن في جولة في كلية يسوع، كامبريدج، في يوليو 1733 عن عمر يناهز ال 20. وكان جده الكبير ريتشارد ستيرن هو رئيس الكلية وكبير أساقفة يورك. تخرجت ستيرن بدرجة البكالوريوس في الفنون في يناير 1737 ؛ وعاد في صيف عام 1740 ليحصل على درجة الماجستير في الآداب. 

## روابط خارجية
- لورنس ستيرن على موقع IMDb (الإنجليزية)
- لورنس ستيرن على موقع الموسوعة البريطانية (الإنجليزية)
- لورنس ستيرن على موقع ميوزك برينز (الإنجليزية)
- لورنس ستيرن على موقع إن إن دي بي (الإنجليزية)
- لورنس ستيرن على موقع ديسكوغز (الإنجليزية)